# Sondheim Theatre

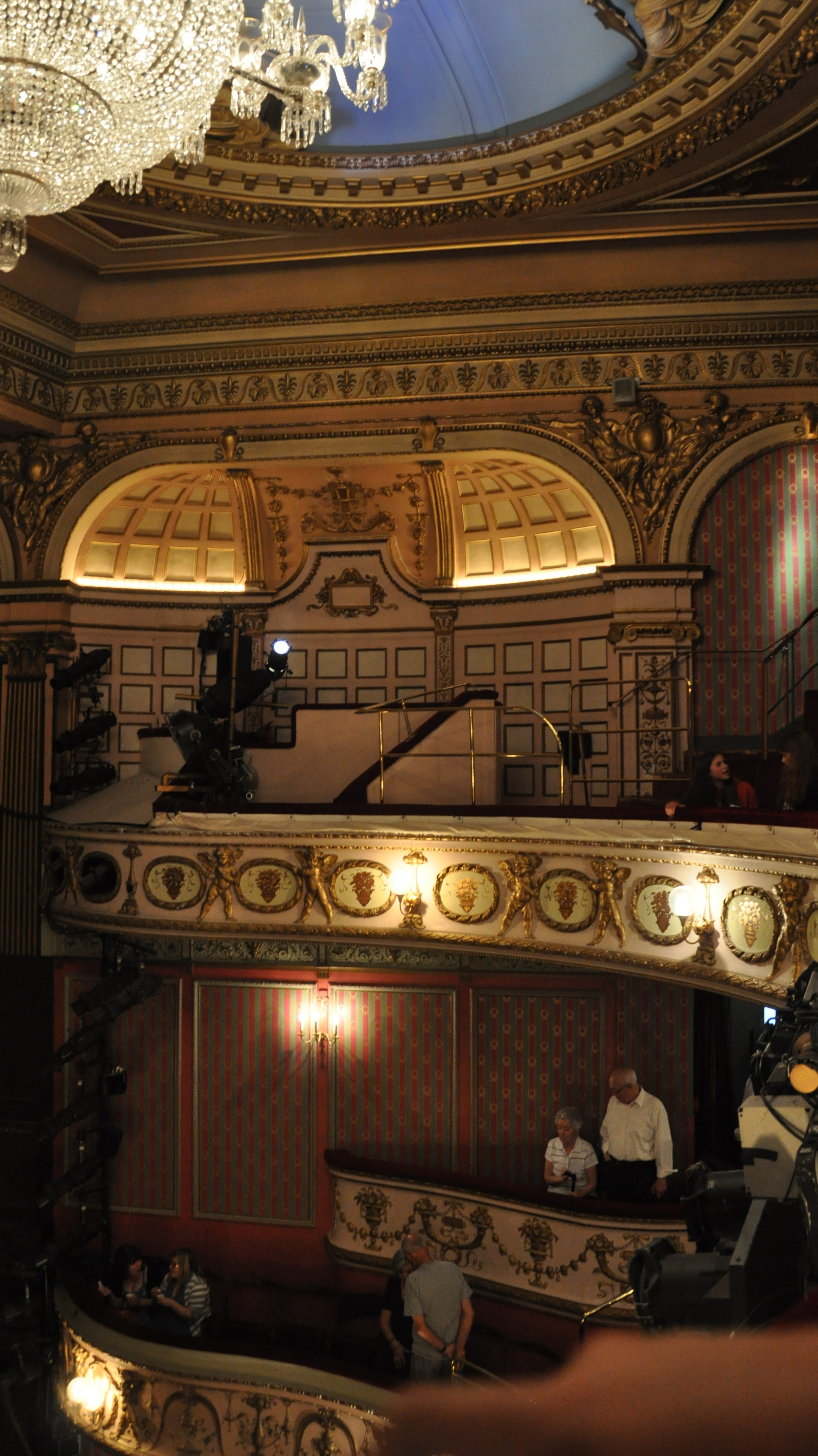
Auditorio

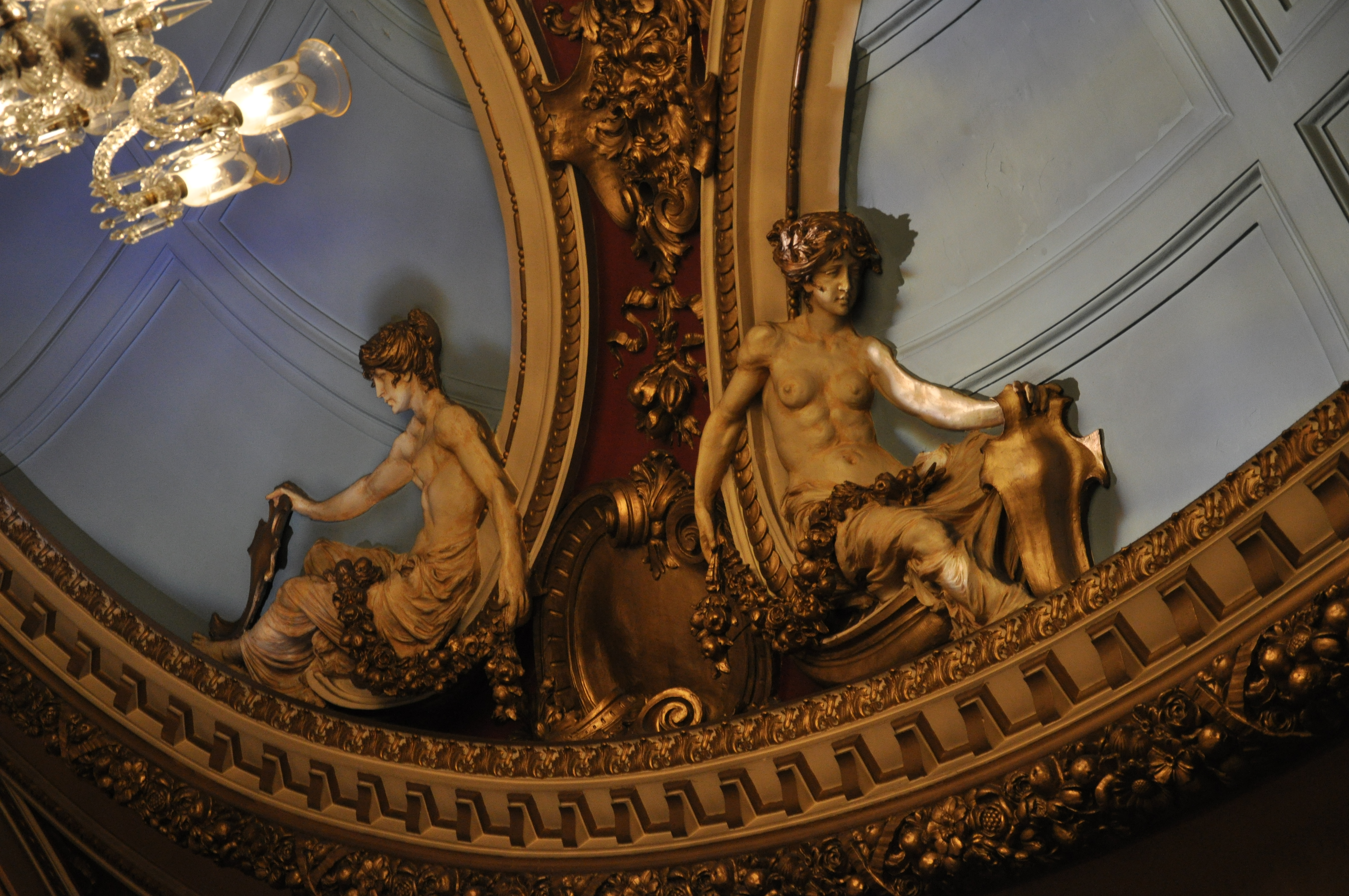
Auditorio, detalle del techo

El Sondheim Theatre (anteriormente Queen's Theatre) es un teatro del West End de Londres, situado en Shaftesbury Avenue, en la esquina con Wardour Street, en la Ciudad de Westminster. Se inauguró el 8 de octubre de 1907 como gemelo del vecino Hicks Theatre que había abierto diez meses antes. Ambos teatros fueron diseñados por W.G.R. Sprague.

## Historia
Inicialmente iba a llamarse Central Theatre pero, tras largos debates, se decidió ponerle el nombre de Queen's Theatre y se colgó un retrato de la Reina Alejandra en el vestíbulo.
La primera obra representada en el teatro fue una comedia de Madeline Lucette Ryley llamada El bol de azúcar.  No fue bien acogida y solo aguantó 36 representaciones, aunque el teatro recibió muy buenas críticas.
A lo largo de su historia, el teatro ha visto talentos como Peggy Ashcroft, Fred y Adele Astaire, Tallulah Bankhead, Kenneth Branagh, Noël Coward, Henry Daniell, Marlene Dietrich, Robert Donat, Edith Evans, Douglas Fairbanks, Jr., John Gielgud, Cedric Hardwicke, Jack Hawkins, Nigel Hawthorne, Celia Johnson, Jane Lapotaire, Alec Guinness, Rachel Kempson, Gertrude Lawrence, Robert Morley, Stephen Fry, Anthony Quayle, Basil Rathbone, Michael Redgrave, Miranda Richardson, Margaret Rutherford, Fiona Shaw, Nigel Havers, Maggie Smith, Sybil Thorndike, Nick Jonas y Ramin Karimloo.
En septiembre de 1940, una bomba alemana alcanzó directamente al teatro, destruyendo la fachada y el hall. La obra en cartel en aquel momento era Rebecca, de Daphne du Maurier, protagonizada por Celia Johnson, Owen Nares y Margaret Rutherford. El teatro permaneció cerrado hasta completarse su restauración, casi 20 años más tarde, con un coste de 250,000 libras. El auditorio conservó su decoración eduardiana, mientras que el vestíbulo y el exterior se reconstruyeron en un estilo moderno. El teatro abrió de nuevo el 8 de julio de 1959 con el monólogo Edades del hombre de John Gielgud que este había creado dos años antes con una selección de textos de Shakespeare.
Desde abril de 2004, el teatro ha alojado la producción de Cameron Mackintosh Los miserables, transferida desde el cercano Palace Theatre, donde llevaba 18 años representándose. El musical celebró su 20º aniversario el 8 de octubre de 2005 y, un año más tarde, el 8 de octubre de 2006, superó a Cats como el musical de mayor permanencia. En enero de 2010 aún alcanzó otro hito histórico al celebrar 10.000 representaciones.
En la segunda mitad de 2009 se llevó a cabo una profunda renovación, mejorando las zonas públicas y aumentando la capacidad con nuevas butacas y palcos en el primer piso.
El 13 de julio de 2019, el montaje original de Los miserables bajó el telón definitivamente debido al cierre del Queen's Theatre para su rehabilitación. Una vez concluidas las obras de remodelación, que se prolongarán durante cuatro meses, el teatro pasó a llamarse Sondheim Theatre. La reapertura fue el 18 de diciembre de 2019, con una producción renovada de Los miserables que continúa representándose en la actualidad.

## Producciones recientes y actuales
- El Hobbit (28 de noviembre de 2001 - 9 de febrero de 2002) de Glyn Robbins, basada en el libro de J. R. R. Tolkien
- Misterios (26 de febrero de 2002 - 18 de mayo de 2002), una adaptación de Speir Opera
- Umoja: El espíritu de la solidaridad (18 de junio de 2002 - 31 de agosto de 2002) de Todd Twala, Thenbi Nyandeni e Ian von Memerty
- Contacto (23 de octubre de 2002 - 10 de mayo de 2003) por Susan Stroman y John Weildman
- The Rocky Horror Show (23 de junio de 2003 - 5 de julio de 2003) de Richard O'Brien, protagonizado por Jonathan Wilkes y John Stalker
- Cyberjam (23 de septiembre de 2003 - 3 de enero de 2004)
- La fierecilla domada (15 de enero de 2004 - 6 de marzo de 2004) de William Shakespeare, por la Royal Shakespeare Company
- El domador domado o El premio de la mujer (22 de enero de 2004 - 6 de marzo de 2004) de John Fletcher, por la Royal Shakespeare Company
- Les Misérables (12 de abril de 2004 — presente) de Alain Boublil y Claude-Michel Schönberg